# Virtuális valóság

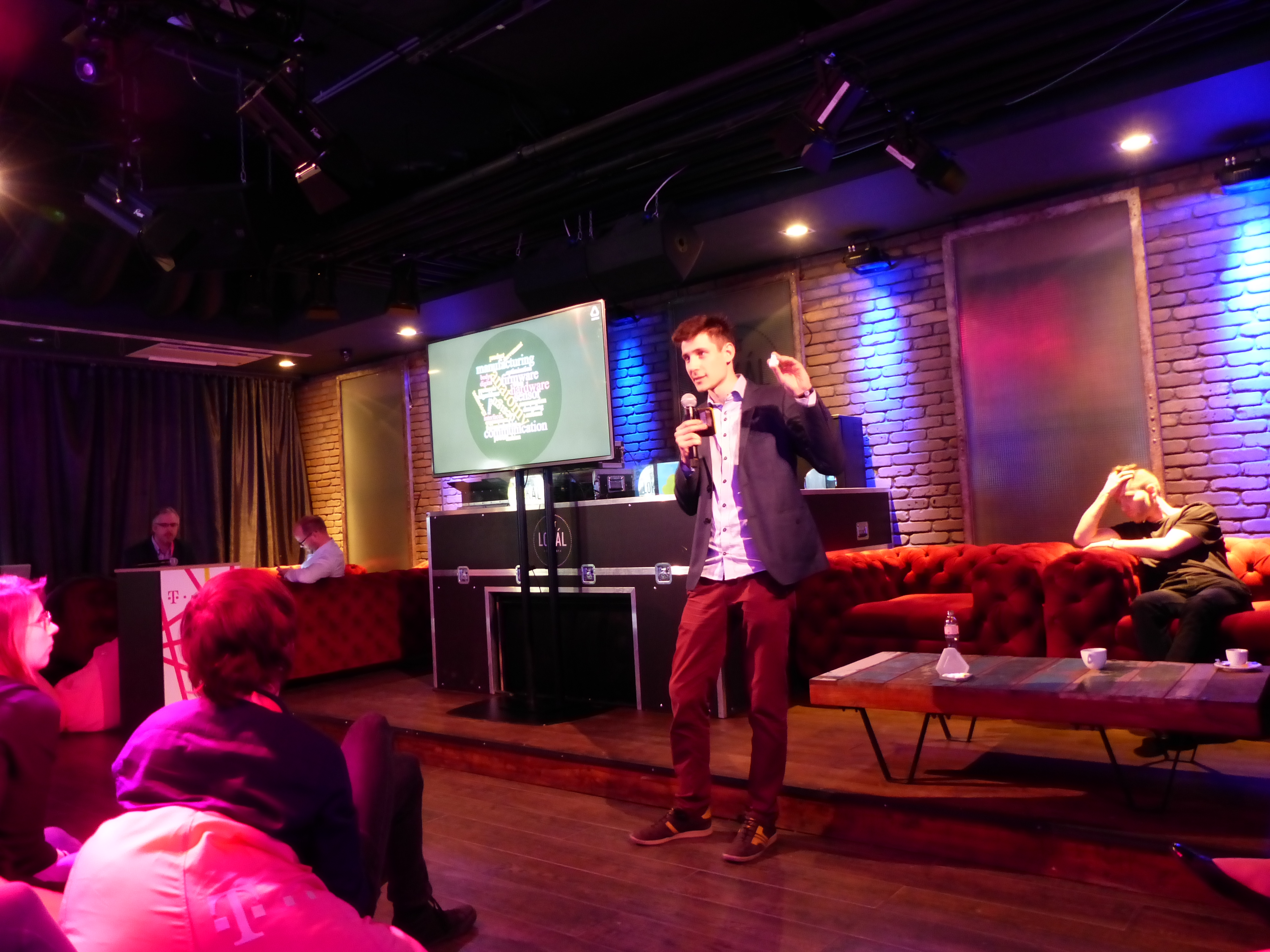
Notch szenzorok ismertetése – SMART 2017 Konferencia

A virtuális valóság speciális, széleskörűen alkalmazható elektronikus technológiák gyűjtőneve. Magába foglalja az oktatás, sport, ipari tervezés, építészet és tájrendezés, városrendezés, űrkutatás, orvostudomány és rehabilitáció, modellezés és a tudomány számos területét. Ma divatos kifejezés, témája a mindennapi kommunikációnak, ahogy a tömegkommunikációnak is. A tömegkommunikáció által közvetített virtuális valóság ideája vitatott fogalom. Szemléletét alapvetően meghatározza az, hogy melyik tudományterület képviselője kommunikál róla. A digitális virtuális valóságokat számtalan módon, s egyre nagyobb mértékben érintik, sőt formálják a jelenlegi világba való berendezkedésünket, számunkra ez kiemelt jelentőségű, mert egy új, minden eddigit felülmúló és számtalan gyakorlati lehetőséget kínáló médiumként jelennek meg. Maga a virtuális valóság is egy közvetítő közeg. Egy médium, melyet a használaton (a hozzáféréstől a magas szintű felhasználói szintig) túl igyekszünk az életünk minden területére kiterjedő „csúcsmédiumként”, „hightechmédiumként”, sőt egyfajta utópiaként vagy antiutópiaként címkézni. „A téma viszonylagos újszerűségéből adódik, hogy a virtuális valóságnak nincs egyetemes definíciója. Ráadásul a virtuális valóság elnevezést sokféle jelenségre használják, illetve a virtuális valósághoz kapcsolódó fogalmaknak más elnevezései is voltak korábban: mesterséges valóság, számítógéppel létrehozott mesterséges környezet stb., de ezek közül mára a virtuális valóság vált a legelterjedtebbé.
A virtuális valóság (VV) úgy is definiálható mint számítógéppel vezérelt multiszenzoros kommunikációtechnológia, amely lehetővé teszi az intuitív interakciót az adatokkal, új módon bevonva az emberi érzékelést. Ezt a technológiát azért hozták létre, hogy az emberek könnyebben kezeljék az információt. A virtuális valóság lehetővé teszi az információ teljesen más szemléletét, melynek egyik jellemzője a dinamikusság és közvetlenség. 
A virtuális világ interaktív, reagál a felhasználó cselekedeteire. A VR képes létrehozni az immerzivitás érzését, azaz a perceptuális és pszichológiai érzetét annak, hogy a digitális világban vagyunk. A jelenlét érzése kritikus abból a szempontból, hogy meg tudjuk különböztetni a virtuális valóságot más számítógépes alkalmazásoktól.”

## A virtuális valóság története
Egyesek már az ókori Kelet művészeinek alkotásait is ide sorolják, hiszen már ők is belehelyezték önmagukat a megfestett tájba. A Feszty-körkép már a múlt században azzal érte el különleges hatását, hogy a minél szélesebb látómezőt kitöltő körkép részesének érezhette magát a néző, mivel a valódi tárgyak és a festett kép közötti határ szinte teljesen egybeolvadt.
Művészek, előadók és a szórakoztatóiparban dolgozók mindig is foglalkoztak képzeletbeli világok kreációjával.
A virtuális valóság első elődjei technikai szempontból a második világháborúban használt repülésszimulátorok voltak, amelyeket az Egyesült Államok kezdett kifejleszteni.
A következő előd a szórakoztatóiparból került ki. Morton Heilig mozigépész dolgozta ki a Szenzoráma szimulátort, ami az 1960-as években nagy lépésnek számított. A szimulátor segítségével a résztvevő Brooklyn utcáin motorozhatott, miközben érezhette az arcába fújó szelet, a motor rázkódását és a város illatait.
A VR szimulátortok a sztereoszkópia elvén működnek. A sztereoszkópia története 1832-ig nyúlik vissza, amikor Charles Wheatstone kitalálta a sztereoszkópikus nézőszemüveget. A sztereoszkópia olyan képalkotási módszereket foglal egybe, mely segítségével egy képben a térlátás illúziója kelthető.
Ma a háromdimenziós grafika alapja a számítástechnika.
A VR-hez vezető út fontos állomása Myron Krueger Artficial Reality nevű programja.
Krueger úgy vélte, hogy a számítógép billentyűzete sok embert elriaszt attól, hogy a számítógépet a művészi kifejezés eszközeként használja.Programjával elsőként jelenítette meg a drótok nélküli Mesterséges Valóságot. Találmányának lényege egy számítógéphez csatlakoztatott kamera, amely továbbítja a gépnek a játékos képét, ami azt belekeveri a programba. A szereplők sziluettje színesen jelenik meg, az alakok mozgathatóak, torzíthatóak, bárhová helyezhetőek a képernyőn. Lehetett virtuális hangszeren játszani, festeni, vagy partin részt venni.
1986-89 között valósult meg Tom Furness vezetésével az amerikai légierő Super Cockpit programja.
A program lényege a vadászrepülőgépek lehető legtökéletesebb szimulációja volt. A készülék egy pilótafülke utánzata volt, a háromdimenziós teret a kor legmodernebb számítógépei generálták, s monitor helyett a mai VR sisakhoz nagyon hasonló eszközt használtak.
A pilóták gyakorolhatták a repülést és a harcot anélkül, hogy felszálltak volna. A szimulátor másik nagy előnye volt, hogy személyi sérülések és anyagi károk nélkül tehették mindezt.

## A virtuális valóság típusai
A tipizáláshoz felhasználásra került Hilary McLellan: Virtual Realities című cikke amely a Handbook of Research for Educational Communications and
Technology című könyvben jelent meg, 1997-ben.:
1. Immerzív, Egyes szám első személyű virtuális valóság (pl. fejre erősíthető megjelenítők (sisak), érzékelőkkel eláátott kesztyűk, pozíciókövető eszközök és a térhatású hangrendszer)[7]
2. Kibővített valóság (számítógépes grafikával létrehozott átlátszó réteg, amely kiemeli a valóság bizonyos elemeit, illetve segíti a megértést)[7]
3. Ablakon keresztül megtekintett virtuális valóság (a monitoron keresztül tekinthetünk be a virtuális háromdimenziós világba, és olyan eszközökkel navigálhatunk, mint pl. az egér)[7]
4. Tükrözött világ (második személyű megtapasztalást tesz lehetővé, ahol a néző a képzeletbeli világon kívül áll, de kommunikálni képes a kivetített világ személyeivel vagy objektumaival)[7]
5. Waldo World (más néven: virtuális személyek – a digitális bábozás és a valós idejű számítógépes animáció elegye)[7]
6. Barlangvilág (egy viszonylag kis méretű, vetített virtuális valóság színház, amelynek irányítását számos számítógép végzi)[7]
7. Autószimulátor környezet (továbbfejlesztett autószimulátor: több projektort használva és az autó kezelőszerveit, műszereit a számítógéppel összekötve nyújtja az immerzitivás élményét).[7]
8. Cyberspce (globális méretű mesterséges valóság, amely a számítógépes hálózaton keresztül egyszerre több ember által is megtekinthető. A cyberspace az a hely, ahová felcsatlakozunk, amikor használjuk a számítógépes hálózatot vagy adatbázist, vagy ahol telefonálás közben vagyunk).[7]
9. Távjelenlét/ távműködtetés (a testünk virtuális változata a valós helyünktől eltérő helyen jelenik meg (távjelenlét), vagy távol lévő eszközöket valós időben működtetünk nagy távolságból (pl. marsi robotok).[7]
10. Látványkupola (Ez a rendszer abban különbözik a Barlangvilágtól, hogy a megtekintéséhez nem szükséges sem sisak, sem speciális szemüveg, sem egyéb korlátozó eszköz. A látványkupolába belépve a felhasználó egy félgömb alakú, teljes immerzivitást nyújtó térben találja magát).[7]
11. A megtapasztalásos tanulási rendszer (célja, hogy a hadsereg számára a virtuális valóságon és mesterséges intelligencián alapuló, magas valósághűségű rendszert biztosítson a valóságszerű katonai gyakorlatok számára).[6]

## A virtuális valóságtól elvárt tulajdonságok
Az egyik legfontosabb tulajdonság, kritérium az, hogy a felhasználónak teljesen bele kell élnie magát, hinnie kell abban, hogy ténylegesen része a mesterséges valóságnak. A másik fontos szempont, hogy a virtuális valóságban megjelenő tárgyaknak természetesnek kell tűnniük. Ideális esetben, megfelelő tapasztalás után ez a világ ugyanolyan megszokott lehet, mint a valóság. Az elképzelt világ törvényszerűségeinek ugyanúgy megismerhetőknek kell lenniük, mint a valóságos világ jelenségeinek.

## A virtuális valóság létrehozásához szükséges elektronikus berendezések
A virtuális valóság létrehozásában óriási szerepe van az úgynevezett nyomkövető rendszereknek, melyek a felhasználó testének, kezeinek, fejének helyzetmeghatározására szükségesek, valamint a tapintási rendszereknek, melyek az erő és nyomás visszacsatolására hivatottak. Az audiorendszerek szerepe sem elhanyagolható, hiszen ezek a rendszerek generálják a virtuális tér hangjait, valamint segítenek a felhasználónak a virtuális térben történő minél pontosabb helymeghatározásban. A képgeneráló rendszerek felelősek a vizuális jelenetek létrehozásáért, míg a képmegjelenítő rendszerek közé sorolhatók a vizuális display-ek és a virtuális sisakok. A virtuális valóság létrehozásának új területe a digitális mozgáskövető szerzorok (digital motion tracking sensors) is.

## A virtuális valóság alkalmazási területei
Számos fontos alkalmazási terület jöhet szóba, amikor a virtuális valóságról beszélünk.
A VR segítségével például ma már lehetséges egy tervezési stádiumban lévő lakás teljes bejárása, összes szobáinak megtekintése.Más programok segítségével virtuális múzeumokban tehetünk sétát, sorra megtekinthetjük a világ leghíresebb múzeumainak tárlatait. A VR-eszközökkel az orvoslásban olyan háromdimenziós röntgensugarakat tudnak létrehozni, amelyek segítenek a sebészeknek az egyes beavatkozások megtervezésében vagy akár távoli bekapcsolódást is lehetővé tesznek. Fontos alkalmazási és fejlesztési terület természetesen a hadászat és az űrkutatás is. A virtuális televízióstúdiók megjelenésével a VR gyakorlati használata a televíziózás területén mutat jelentős előrehaladást. E rendszerben a műsorvezetőt (blue box, ill. kontúrtrükk technikával) közvetítik ki. A tévéstúdiót ezekkel a VR módszerekkel be lehet berendezni. A két kép összeadásának eredménye a kimenőképen úgy tűnik, mintha a műsorvezető ebben a nem valóságos – de igen szép térhatású és mozgalmas – térben mozogna. Ma már játékok és rengeteg különböző szimuláció érhető próbálható ki ilyen technikával. Alkalmazzák még többek között a tudományok, a média, a szórakoztatás, az építészet területein. Ezeken kívül a felhasználási lehetőségek tárháza szinte kimeríthetetlen és talán csak a képzelet szabhat neki határt.
Mi sem mutathatná jobban a VR alkalmazásának egyre hétköznapibbá válását és a technológia fejlődését, minthogy egy új online középiskola Japánban tartott évnyitóját több mint 93 diák nézte virtuális szemüveg segítségével, több száz mérföld távolságból. A diákok elé 360 fokos látvány tárult az egyetemi campus adott részéről, ahol az igazgatói beszéd zajlott. A szervezők azt nyilatkozták, hogy ezzel próbáltak lehetőséget adni a diákoknak a szemüvegek első kézből való kipróbálására, amelynek a későbbi oktatás szempontjából is nagy jelentősége van.